# Macrocoma aladina
Macrocoma aladina là một loài bọ cánh cứng trong họ Chrysomelidae. Loài này được Daccordi & Medvedev in Medvedev miêu tả khoa học năm 1996.